# Любовь против судьбы
Любовь против судьбы (тур. Kaderimin Yazıldığı Gün) — турецкий телевизионный сериал.

## Сюжет
В центре события сериала «Любовь против судьбы» – влиятельное семейство Йорюкхан. Они богаты, уважаемы и амбициозны. Их бизнес построен на выращивании гранатовых деревьев. Когда наследник этого семейства Кахраман (Озджан Дениз) подрастает и достигает совершеннолетия, все с большим нетерпением ожидают его свадьбы с симпатичной девушкой Дефной (Бегюм Кютюк). Пара женится, вот только с появлением наследника у них ничего не получается.
Близкие начинают волноваться, ведь у этой состоятельной семьи обязательно должен быть наследник, которому можно будет передать империю. Однако молодая жена, попавшая в свое время в аварию, не в состоянии выносить ребенка. Все попытки родить мужу сына заканчиваются неудачей, и каждый раз Дефне все глубже погружается в отчаяние и депрессию.  
После того, как об этом узнает семейство мужа, мать Кахрамана Киймет (Гюль Онат) берет все в свои руки. Властная женщина принимает решение воспользоваться возможностями суррогатной матери. И Дефне ради спасения брака соглашается с Кахраманом на эти действия. Семья Йорюкханов после долгих поисков находит нужную кандидатуру: это юная Элиф (Хатидже Шендиль) из бедной семьи. Она готова пойти на любые условия, лишь бы спасти свою мать. Ей нужны деньги на услуги адвоката, чтобы тот вытащил ее маму из тюрьмы. Поэтому Элиф решается стать суррогатной матерью для Йорюкханов. И никто не предполагал, что как только Элиф переступит порог дома Йорюкхан, их жизнь сильно изменится.

## В ролях
- Озджан Дениз — Кахраман Йорюкхан
- Хатидже Шендиль — Элиф Доган
- Бегюм Кютюк — Дефне
- Гюрбей Илери — Керем Сертер
- Хакан Меричлилер — Якуб Йорюкхан
- Гонджагюль Сунар — Шукран Йорюкхан
- Гюль Онат — Киймет Йорюкхан
- Метин Чекмез — Зия Йорюкхан
- Беррин Арысой — Мерьем Сертер
- Сердар Озер — Максут
- Бурчин Бирбен — Джеляль
- Елиз Башлангыч — Мюжгян
- Аныл Алтан — Селим
- Айшенур Озкан — Джанан Йорюкхан
- Элиф Султан Таш — Назлы Доган
- Гюнеш Хаят — Султан Доган
- Али Йерликая — Вейсель
- Дениз Тюркали — Саадет

## Русский дубляж
Телесериал дублирован по заказу телеканала «Домашний». Трансляция осуществлялась с 26 сентября 2020 по 31 января 2021 года.
Режиссёр дубляжа: Марина Иващенко. Роли дублировали: Дмитрий Поляновский, Екатерина Кабашова, Ирина Киреева, Александр Гаврилин, Александр Носков, Наталья Казначеева и др.

## Показ в других странах
| Страна               | Канал          | Дата премьеры    |
| -------------------- | -------------- | ---------------- |
| Турция               | Star TV        | 14 октября 2014  |
| Сербия               | TV Prva        | 3 апреля 2017    |
| Босния и Герцеговина | NTV Hayat      | 9 апреля 2017    |
| Индонезия            | ANTV           | 10 декабря 2015  |
| Парагвай             | Telefuturo     | 13 мая 2019      |
| Болгария             | bTV, bTV Lady  | 18 февраля 2016  |
| Словакия             | TV Doma        | 22 февраля 2016  |
| Словения             | Planet TV      | 26 марта 2018    |
| Украина              | 1+1            | 9 января 2017    |
| Чили                 | Mega           | 2016             |
| Северная Македония   | Sitel          | 2016             |
| Тунис                | Nessma         | 2016             |
| Перу                 | Latina         | 2016             |
| Россия               | Домашний       | 26 сентября 2020 |
| Литва                | LNK            | 2016             |
| Эстония              | Kanal 2        | 2017             |
| Эквадор              | Ecuavisa       | 2020             |
| ОАЭ                  | MBC, MBC Drama | 2016             |
| Венгрия              | Izaura TV      | 29 сентября 2022 |